# Еремеев, Константин Степанович
Константи́н Степа́нович Ереме́ев (6 июня 1874, Минск — 28 января 1931, Москва) — российский революционер, советский партийный и военный деятель, журналист.

## Биография

### Ранние годы. Революционная деятельность
Родился в Минске в семье унтер-офицера, происходившего из крестьян дер. Вороново Олонецкой губернии). Детство и школьные годы прошли в Петрозаводске. В 1885 году закончил трёхклассное начальное училище.
В 1893—1895 годах служил вольноопределяющимся в пехотном полку в Вильно, был произведен в унтер-офицеры. В 1896 году вступил в социал-демократическую организацию в Вильно. В 1897 году был арестован, заключён в Варшавскую крепость, сослан в Уржум (1897), затем в Петрозаводск (1900—1901 гг.). В 1903 году присоединился к большевикам, был вновь арестован и сослан. В 1904 году бежал из ссылки и эмигрировал, в 1906 году вернулся в Россию.
После возвращения вёл революционную работу, занимался литературной деятельностью, в 1910—1914 годах работал в редакции газет «Звезда» и «Правда», в 1915—1916 годах редактировал журнал «Вопросы Страхования». С 1915 года член Петербургского комитета РСДРП. С 1916 года служил в комитете Всероссийского земского и городского союза (Земгор) в тылах 6-й армии Северного фронта. Руководил военной организацией Северобалтийского комитета РСДРП(б), вёл революционную пропаганду среди солдат.

### В 1917 году
После Февральской революции 1917 года прибыл в Петроград, 4 марта назначен членом редколлегии «Правды», с отрядом рабочих и солдат захватил типографию газеты «Сельский Вестник», где с 5 марта начала печататься «Правда». 27 марта введён в Русское бюро ЦК РСДРП. Работал в редакциях «Правды» и «Солдатской Правды», был членом Военной организации при ПК и ЦК РСДРП(б). В июне участвовал во Всероссийской конференции фронтовых и тыловых военных организаций РСДРП(б). Во время захвата редакции «Правды» 5 июля отрядом Временного правительства Еремеев был арестован, но не опознан как редактор и вскоре освобожден. После Июльских событий скрывался в Сестрорецке. В августе вновь как работник Земгора уехал на Северный фронт, вёл работу в Северобалтийской организации РСДРП(б).
В октябре вернулся в Петроград, участвовал в формировании отрядов Красной Гвардии, вёл революционную агитацию в частях гарнизона. Был членом Петроградского ВРК, 24 октября возглавил штаб группы революционных войск. 25 октября введён в Полевой штаб Петроградского ВРК, командовал отрядами Красной Гвардии и революционных солдат при штурме Зимнего дворца со стороны Марсова поля. Принял участие в ликвидации выступления Керенского — Краснова (26 октября — 1 ноября) в качестве комиссара группы подполковника М. А. Муравьева, участвовал в аресте генерала П. Н. Краснова. В начале ноября направлен во главе сводного отряда революционных сил оказать помощь вооруженному восстанию в Москве.

### После Октябрьской революции
- в ноябре 1917 — член коллегии Наркомата по военным делам РСФСР
- с декабря 1917 до марта 1918 года — временно исполняющий дела главнокомандующего войсками Петроградского военного округа[4].

Был основателем и редактором газеты «Армия и Флот Рабочей и Крестьянской России», автор эмблемы Красная звезда. Во время наступления германских войск в феврале 1918 года член Комитета революционной обороны Петрограда. Принял участие в формировании первых частей и соединений Красной армии.
- апрель—май 1918 года — военком Петроградской трудовой коммуны.
- с июня 1918 года — заведующий издательством ВЦИК в Москве. Во время левоэсеровского мятежа в июле руководил охраной Кремля и Большого театра, в котором проходил V Всероссийский съезд Советов[1].

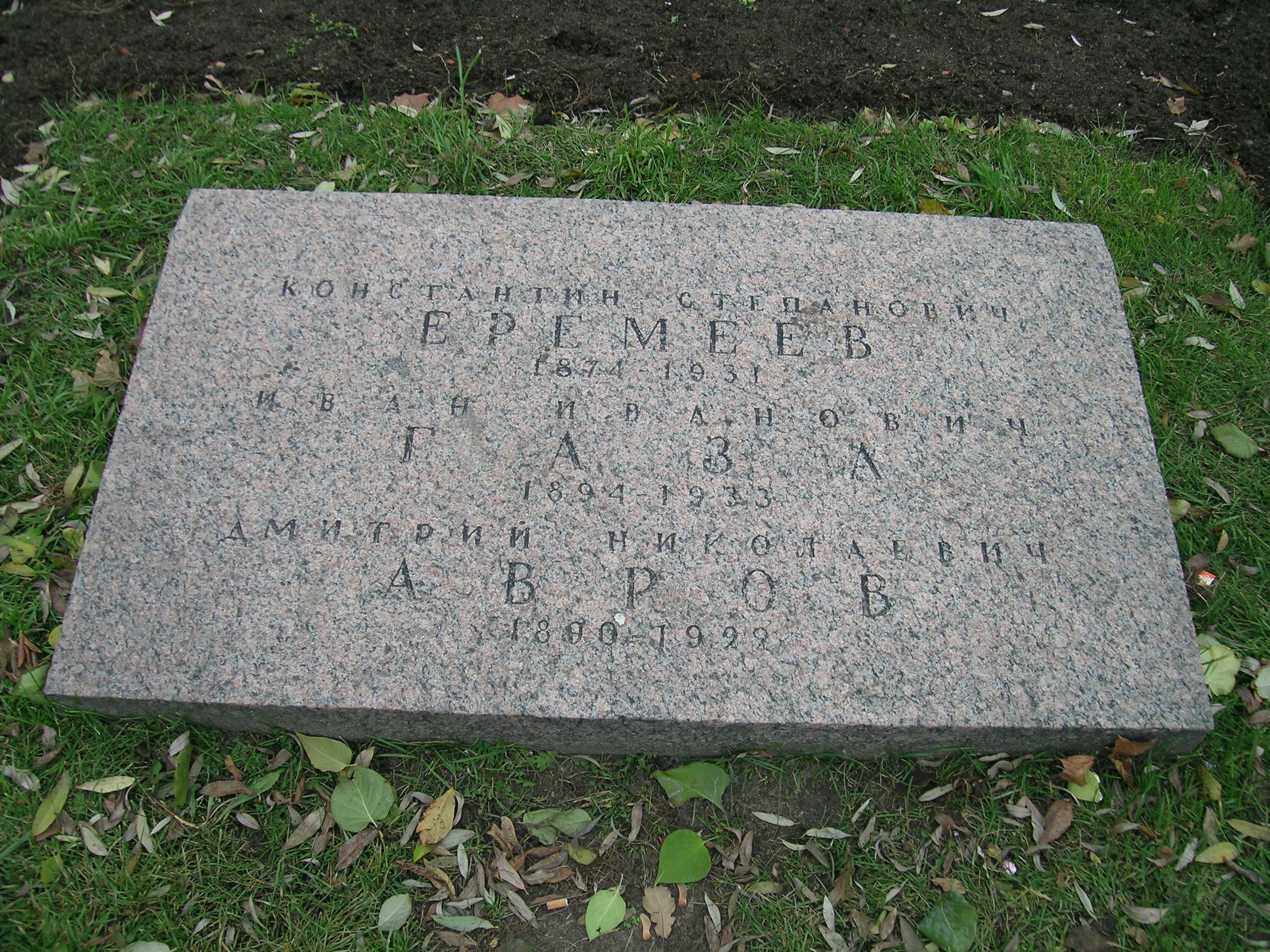
Могила К. С. Еремеева на Марсовом поле

- 1919—1922 гг. — уполномоченный ВЦИК и ЦК РКП(б) по мобилизации в Красную армию. Летом 1919 года был направлен на Южный фронт, командовал Воронежским укрепрайоном[6].
- 1922—1923 гг. — один из создателей и заместитель заведующего Госиздата, редактор «Рабочей газеты», первый редактор журнала «Крокодил »
- с 1923 года — член РВС Балтийского флота
- с 1924 года — член РВС СССР. На 13-м съезде РКП(б) (1924) избран членом ЦКК.
- 1925 — начальник Политического управления Балтийского флота. В декабре делегат 14-го съезда ВКП(б)
- 1926 — состоял для особо важных поручений при РВС СССР.
- после демобилизации в 1926 и до конца 1929 г. — представитель АО «Советский торговый флот» во Франции.
- 1929—1931 гг. — редактор журнала «Красная нива».

Автор ряда сочинений об Октябрьской революции и Гражданской войне.
Умер 28 января 1931 года от паралича сердца, находясь на продолжительном лечении в Кремлёвской больнице. 13 февраля урна с прахом покойного была привезена в Ленинград и в тот же день после траурной церемонии торжественно захоронена на Марсовом поле.
Жена — Гуман Ольга Васильевна.

## Труды, Сочинения
- Пережитое. Повести и рассказы. Петрозаводск, 1964.
- Ленин и рабочий класс. Встречи с Ильичем, Л., 1924.
- Пламя. Эпизоды Октябрьских дней, М., 1928. М.—Л., 1930.

## Награды
- Орден Красного Знамени.

## Память
- В 1962 году в Петрозаводске именем К. С. Еремеева названа улица[9].
- В 1974 году имя К.С.Еремеева получила одна из улиц Воронежа[10].
- В 1960—1991 гг. творческая работа лучших журналистов Карельской АССР отмечалась ежегодной премией имени К. С. Еремеева.
- В 1985 году в Санкт-Петербурге именем К. С. Еремеева названа на тот момент несуществующая улица, построенная и отрытая в 2023 году.

## Киновоплощение
- 1958 — «В дни Октября». В роли Еремеева — Герман Хованов